# تصنيف الباراترياثلون
يُعد تصنيف الباراترياثلون نظامًا معتمدًا من الاتحاد العالمي للترايثلون (World Triathlon)، يهدف إلى ضمان التنافس العادل بين الرياضيين ذوي الإعاقات المختلفة. تم تطوير هذا النظام على مراحل، بدءًا من التصنيف الأولي قبل عام 2014، مرورًا بتحديثات عام 2014 استعدادًا لدورة الألعاب البارالمبية في ريو 2016، وصولًا إلى النظام الحالي المعتمد منذ عام 2017.

## نظام التصنيف من عام 2017
في عام 2014، أجرى الاتحاد العالمي للترايثلون مراجعة شاملة على نظام التصنيف، استنادًا إلى أبحاث جديدة هدفت إلى تحسين النظام ومعالجة بعض أوجه القصور فيه، مع التأكيد على أنه مشروع مستمر يشمل الإعاقات الجسدية والبصرية.
يتم تصنيف الرياضيين إلى تسع فئات بناءً على ثلاثة أنواع رئيسية من الإعاقة، لكنهم يتنافسون فعليًا في ست مسابقات مدرجة ضمن جدول الميداليات. وتشمل هذه الفئات:

### مستخدمو الكراسي المتحركة
تنقسم إلى فئتين:
- PTWC1 (الأشد إعاقة)
- PTWC2 ويستخدم الرياضيون في هذه الفئة دراجة يدوية أثناء جزء ركوب الدراجة، وكرسي سباق أثناء الجري. ويتنافس كلا الفئتين في سباق واحد، مع منح ميزة زمنية لفئة PTWC1 (3 دقائق و8 ثواني للرجال، و4 دقائق و4 ثواني للنساء).[5]

### فئة الرياضيين ذوي الإعاقات الجسدية
تنقسم إلى أربع فئات:
- PTS2 (الأكثر إعاقة)
- PTS3
- PTS4
- PTS5 (الأقل إعاقة) ويُسمح باستخدام الأطراف الاصطناعية أو الأجهزة المساعدة أثناء أجزاء الجري وركوب الدراجة. هذه الفئة تشمل الرياضيين الذين يعانون من ضعف في العضلات، أو فقدان أطراف، أو اضطرابات في التوازن مثل الترنح أو الكنع.

### فئة ضعاف البصر
تنقسم إلى ثلاث فئات:
- PTVI1 (عمى كلي)
- PTVI2 (ضعف بصر شديد)
- PTVI3 (ضعف بصر متوسط) يجب أن يرافق الرياضي مرشد من نفس الجنس والجنسية طوال السباق، ويُستخدم درّاجة مزدوجة مع المرشد في المقدمة. جميع الرياضيين يتنافسون في سباق واحد، مع منح ميزة زمنية لفئة PTVI1 (3:21 للرجال، 3:48 للنساء).[6]

## نظام التصنيف من عام 2014
قامت منظمة الترياتلون العالمية بمراجعة نظام تصنيف رياضة الباراترياثلون استعدادًا للظهور الأول لهذه الرياضة في دورة الألعاب البارالمبية الصيفية لعام 2016. ولهذا الغرض، أنشأت المنظمة مجموعة بحثية خاصة بتصنيف الباراترياثلون، بهدف تطوير نظام تصنيف محدد يعتمد على الأدلة العلمية، مستندةً في ذلك إلى الأطر المستخدمة في رياضات السباحة وركوب الدراجات وألعاب القوى.
وأسفرت نتائج البحث عن وضع نظام تصنيف تم تطبيقه اعتبارًا من موسم 2014، وشمل خمس فئات. خُصصت الفئات من PT1 إلى PT4 للرياضيين ذوي الإعاقات الحركية بدرجات متفاوتة، حيث تمثل فئة PT1 الرياضيين ذوي الإعاقات الأشد، بينما تمثل PT4 الأقل إعاقة. أما الفئة PT5، فقد صُممت خصيصًا للرياضيين من ذوي ضعف البصر.
PT1: يشمل هذا التصنيف الرياضيين الذين يعانون من إعاقات حركية مثل ضعف العضلات، فقدان الأطراف، فرط التوتر العضلي، أو اضطرابات في التوازن والحركة كالرنح أو الكنع، مما يمنعهم من الجري أو ركوب الدراجة بأمان. يجب ألا تتجاوز درجة تصنيفهم 640.0 نقطة. ويُطلب منهم استخدام دراجة يدوية متكئة في مرحلة ركوب الدراجة، وكرسي متحرك للسباق في مرحلة الجري.
PT2: يضم هذا التصنيف الرياضيين الذين يعانون من إعاقات مشابهة لتلك في PT1، ولكن بدرجة تصنيف تصل إلى 454.9 نقطة. يُسمح لمبتوري الأطراف باستخدام أطراف صناعية معتمدة أو أجهزة مساعدة خلال مرحلتي الجري وركوب الدراجة.
PT3: يشمل الرياضيين الذين لديهم ضعف في الحركة مثل ضعف العضلات أو فقدان الأطراف أو اضطرابات في التوازن، وتتراوح درجة تصنيفهم بين 455.0 و494.9 نقطة. يمكنهم استخدام أطراف صناعية أو أجهزة داعمة معتمدة خلال مرحلتي الجري وركوب الدراجة.
PT4: يضم هذا التصنيف رياضيين يعانون من إعاقات حركية مشابهة، وتتراوح درجات تصنيفهم من 495.0 إلى 557.0 نقطة. يُسمح لهم باستخدام أجهزة مساعدة أو أطراف صناعية معتمدة أثناء مرحلتي الجري وركوب الدراجة.
PT5: يشمل هذا التصنيف جميع الرياضيين ذوي الإعاقة البصرية من الفئات الفرعية B1 وB2 وB3 وفق تصنيف IBSA/IPC. يجب أن يشارك كل رياضي مع دليل مبصر من نفس الجنس والجنسية طوال السباق، وأن يستخدم دراجة مزدوجة (Tandem) في مرحلة ركوب الدراجة.

## نظام التصنيف قبل عام 2014
حتى موسم 2014، صنف الاتحاد الدولي للترويض الرياضيين الباراليتيون إلى سبع فئات:
قبل 2014، كان نظام التصنيف يتضمن خمس فئات (PT1 إلى PT5) على النحو التالي:
- PT1: رياضيون يعانون من إعاقة شديدة تمنعهم من استخدام الدراجة أو الجري. يستخدمون دراجة يدوية وكرسي سباق.
- PT2 إلى PT4: تُعطى تصنيفات بحسب درجة الإعاقة، ويمكن استخدام الأجهزة التعويضية.
- PT5: مخصصة لذوي الإعاقة البصرية.

أما قبل ذلك، فكان التصنيف يتبع نظام "TRI" ويضم سبع فئات:
- TRI 1: مستخدمو الكراسي المتحركة.
- TRI 2: مبتورو الأطراف فوق الركبة.
- TRI 3: حالات مثل التصلب المتعدد والشلل الدماغي.
- TRI 4: ضعف الذراع.
- TRI 5: مبتورو الأطراف أسفل الركبة.
- TRI 6a وTRI 6b: فئات ضعف البصر.

هذا النظام استُخدم حتى نهاية موسم 2013.
اُستخدم نظام التصنيف هذا في بطولات الباراترياثلون الوطنية والقارية والعالمية حتى نهاية موسم 2013.

## مستويات التصنيف
كما هو الحال في العديد من الرياضات الأخرى، ينقسم تصنيف رياضة الباراترياثلون إلى ثلاثة مستويات: تصنيف مؤقت، وتصنيف وطني، وتصنيف دولي. يُمنح التصنيف المؤقت للرياضيين الذين لم يخضعوا بعد لتقييم شامل، ويُستخدم كفئة تقديرية مؤقتة تُعتمد عادة في المنافسات ذات المستوى الأدنى. أما التصنيف الوطني، فيُعتمد للمشاركة في جميع البطولات المحلية. في حين يُشترط الحصول على تصنيف دولي للمنافسة في البطولات الدولية. ومن الجدير بالذكر أن العديد من رياضيي الترياتلون من ذوي الإعاقة يشاركون في سباقات الفئات العمرية دون الخضوع لنظام التصنيف الرسمي.

## تصنيف الرجل الحديدي للترايثلون
تتضمن بطولة العالم للرجل الحديدي عدة فئات مخصصة للرياضيين من ذوي الإعاقة، مما يتيح لهم التنافس على أعلى المستويات ضمن بيئة رياضية عادلة وشاملة. تنقسم هذه الفئات عادةً بحسب نوع الإعاقة، وتشمل:
- دراجة يدوية: يشمل هذا القسم الرياضيين الذين يعانون من الشلل النصفي أو الشلل الرباعي أو مبتوري الأطراف فوق الركبة. يستخدم هؤلاء الرياضيون دراجة يدوية في جزء ركوب الدراجات وكرسي سباق في جزء الجري. يتم تصنيفهم في فئة TRI-1 في سباقات الاتحاد الدولي للترياتلون (ITU).
- الأطراف السفلية: يشمل هذا القسم مبتوري الأطراف من أسفل الركبة، حيث يستخدم الرياضيون دراجة قياسية، والجري باستخدام طرف اصطناعي أو عكازات. يتم تصنيفهم في فئة TRI-5 في سباقات ITU.
- الكرسي المتحرك الأول: يشمل هذا القسم مبتوري الأطراف فوق الركبة الذين يركبون دراجة قياسية، لكنهم يستخدمون كرسي سباق أثناء مرحلة الجري. لا يوجد ما يعادل هذا القسم في الاتحاد الدولي للترياتلون.
- الكرسي المتحرك الثاني: يتضمن هذا القسم الرياضيين الذين يعانون من بتر مزدوج أسفل الركبة أو بتر مزدوج فوق الركبة. يركب هؤلاء الرياضيون دراجة عادية ويستخدمون كرسي السباق أثناء الجري. لا يوجد ما يعادل هذا القسم في الاتحاد الدولي للترياتلون.
- الأطراف العلوية: يشمل هذا القسم الرياضيين الذين تم بتر أحد ذراعيهم أعلى أو أسفل الكوع، حيث يستخدمون الأطراف الاصطناعية أثناء ركوب الدراجة. يتم تصنيف هؤلاء الرياضيين في فئة TRI-4 في سباقات ITU.
- ضعاف البصر: مخصص للرياضيين الذين يعانون من ضعف البصر القانوني (20/200 مع أفضل رؤية مصححة) ويحتاجون إلى مرشد طوال السباق. يمكن للمرشد استخدام دراجة مزدوجة مع الرياضي وربطه أثناء السباحة والجري. يتم تصنيفهم في فئة TRI-6 في سباقات ITU.

## في دورة الألعاب البارالمبية
بالنسبة لدورة الألعاب البارالمبية الصيفية 2016 في ريو، تم اعتماد سياسة تصنيف اللجنة البارالمبية الدولية في عام 2014، والتي تقضي بضرورة تصنيف جميع المتنافسين دوليًا وتأكيد حالة تصنيفهم قبل الألعاب، بهدف تجنب التغييرات المفاجئة في الفصول الدراسية والتي قد تؤثر سلبًا على استعدادات الرياضيين. تم تطبيق هذه السياسة بصرامة، مع وجود استثناءات يتم التعامل معها على أساس كل حالة على حدة.
وفي حالة الحاجة إلى التصنيف أو إعادة التصنيف أثناء الألعاب، تم تحديد مواعيد للتصنيف في حصن كوباكابانا، حيث تم تخصيص الفترة من 4 إلى 6 سبتمبر للمتنافسين ضعاف البصر، ومن 5 إلى 6 سبتمبر لجميع الرياضيين الآخرين. بالنسبة للرياضيين ذوي الإعاقات الجسدية أو الفكرية الذين يخضعون للتصنيف أو إعادة التصنيف في ريو، كان الحدث الأول لهم في المنافسة خلال الألعاب هو حدث المراقبة أثناء المنافسة.